# Sympagella johnstoni
Sympagella johnstoni är en svampdjursart som först beskrevs av Schulze 1886.  Sympagella johnstoni ingår i släktet Sympagella och familjen Rossellidae. Inga underarter finns listade i Catalogue of Life.